# Heights (Band)
Heights war eine englische Post-Hardcore-Band aus Welwyn Garden City.

## Geschichte
Heights veröffentlichten ihr erstes Studio-Album am 21. Juni 2011. Dead Ends wurde von Kritikern sehr gut aufgenommen und erhielt von Kerrang als erstes Album 2011 mit 5 Punkten die bestmögliche Bewertung. Im Anschluss an die Veröffentlichung ihres Debüt-Albums tourten Heights unter anderem mit Architects, Deaf Havana und Tek One durch Großbritannien.
Nach einer weiteren Tour durch England mit Biohazard veröffentlichten Heights im März 2012 zwei Songs mit den Namen These Streets und Gold Coast, die sie auf ihrer Website gratis zum Download anboten.
Nach einer Europatour mit Born from Pain gaben Heights am 6. Mai 2012 die Trennung von ihrem Sänger Thomas Debaere bekannt. Die genauen Gründe für die Trennung wurden nicht angegeben. Debaere widmet sich seither seinem neuen Projekt Life & Limb. Rund eine Woche später gaben Heights bekannt, dass ihr aktueller Bassist Alex Monty Debaeres Position als Sänger übernehmen würde. Die Stelle des Bassisten werde vorübergehend von Freunden übernommen.
Am 4. Juni 2012 begannen Heights mit den Aufnahmen für ihr zweites Studioalbum, ohne Details zur geplanten Veröffentlichung anzugeben. Am 12. Februar 2013 wurde mit Eleven Eyes die erste Single zum neuen Album offiziell auf YouTube veröffentlicht, welches am 29. April 2013 unter dem Namen Old Lies for Young Lives unter Transcend Records erschien.
2014 löste sich die Gruppe per Mitteilung über die eigene Website auf.

## Diskografie

### Alben
- 2011: Dead Ends (Mediaskare Records)
- 2013: Old Lies for Young Lives (Transcend Records)

### EPs
- 2009: The Land, the Ocean, the Distance (Eigenvertrieb)

### Singles
- 2011: Dead Ends (Mediaskare Records)
- 2011: Eye for an Eye (Mediaskare Records)
- 2011: The Lost and Alone (Mediaskare Records)
- 2012: Gold Coast (Eigenvertrieb)
- 2012: These Streets (Eigenvertrieb)
- 2013: Eleven Eyes (Transcend Music)